# Third Avenue-149th Street
Third Avenue-149th Street è una stazione della metropolitana di New York situata sulla linea IRT White Plains Road. Nel 2019 è stata utilizzata da 6 768 255 passeggeri.
È servita dalla linea 2, sempre attiva, e dalla linea 5, sempre attiva tranne di notte.